# Bobbi Starr
Bobbi Starr (Santa Clara, California; 6 de abril de 1983) es una ex actriz pornográfica y directora estadounidense.

## Primeros años
Bobbi Starr, cuyo nombre de nacimiento es Elizabeth Renee Evans, se crio en San José, California. Proviene de una familia de ascendencia italiana y húngara. Fue criada en una iglesia evangélica, donde su madre estaba muy implicada en el coro de la iglesia y los programas de drama, con la participación de todos sus hijos también. Luego de estudiar música en la escuela, Starr estudió composición en la Universidad Estatal de San José, donde se graduó como maestra de música con especialidad en piano y oboe. Trabajó como niñera, profesora particular de música y asistente bibliotecario de música en su universidad.

## Carrera
A la edad de 23 años, motivada por la curiosidad y con el apoyo de su novio de aquel entonces, un actor de películas eróticas, entró a la industria del entretenimiento para adultos en San Francisco, California, pero le tomó un año, antes de decidirse a entrar en la industria. Sus primeros trabajos fueron escenas de bondage y sumisión para empresas de internet. Luego, pasó a hacer varios tipos de escenas para productoras en Los Ángeles, California. Ha sido modelo en las carátulas de muchas películas para compañías como Red Light District Video y Combat Zone.
Starr se considera a sí misma una feminista pro-sexo. Aunque reconoce que algunas feministas consideran que la pornografía es degradante para la mujer, Starr afirma, "No me siento degradada porque es mi decisión. Sé que si alguna vez llegara a sentirme degradada o incómoda, todo lo que debo hacer es decir no y esto se detendría. No creo que algo en donde las mujeres tienen tanto control de la situación pueda ser considerado degradante hacia nosotras."
Starr fue finalista en el reality show, America's Next Hot Porn Star. El programa es similar a America's Next Top Model.

## Premios
- 2008 – Premio CAVR – Starlet of Year[6]
- 2009 – Premio CAVR – Star of Year
- 2009 – Premio CAVR – Siren of Year
- 2009 – Premio XRCO – Superslut[7]
- 2010 – Premio AVN – Most Outrageous Sex Scene – Belladonna: No Warning 4[8]
- 2010 – Premio AVN – Best Double Penetration Sex Scene – Bobbi Starr & Dana DeArmond's Insatiable Voyage[8]
- 2010 – Premio XRCO – Superslut[9]
- 2010 – Premio XRCO – Orgasmic Oralist[9]
- 2012 – Premio AVN – Female Performer of the Year[10]
- 2012 – Premio AVN – Best Porn Star Website[10]
- 2012 – Premio AVN – Best All-Sex Release, Mixed Format – Bobbi’s World[10]
- 2012 – Premio AVN – Best POV Sex Scene – Double Vision 3[10]
- 2012 – Premio XRCO – Orgasmic Analist[11]